# Yucuna
Los Yucuna, Yukuna, o Kamejeya son un pueblo indígena nativo de la cuenca del Mirití-Paraná, afluente del río Caquetá, en los corregimientos de La Pedrera y Mirití-Paraná del noreste del departamento colombiano de Amazonas, Colombia.
 Son aproximadamente 1.600 personas.

## Alianzas matrimoniales
Los diferentes segmentos patrilineales yucuna practican la exogamia. Los Camejeya (de los animales), se casan principalmente con los Matapí o Jupichiya (del pasado) y los sobrevivientes Je'rú ihua, A'ahuetú y Jurúmi'i. En las últimas décadas por la reducción de la población, también se registran matrimonios con otras etnias (Tanimuca, Macuna, Miraña y Huitoto).

## Maloca
Construyen casas comunales o malocas (pají) de base circular de 30 a 60 m de diámetro y 2 m de altura y gran techo cónico con punta seccionada por un techo pequeño de dos aguas. La puerta principal está al oriente, a su alrededor se concentran los hombres y se recibe a los visitantes; la perta trasera está al suroccidente y a su alrededor se desarrolla la actividad de las mujeres. Una ventana circular está al sur y otra con forma de dos triángulos unidos por uno de sus vértices, está al norte. En la maloca vive el jefe de familia con su esposa e hijos, pero su utilización más importante ocurre durante las fiestas o bailes cuando treinta o más personas cuelgan dentro sus hamacas.
En la maloca están los objetos ceremoniales usados en los bailes, rituales y reuniones: el tambor kumu o "maguaré", la trompeta larga luhuiluhui, las máscaras y trajes de corteza con que se baila, adornos de plumas, el perapi (hueso de pata de ave) para inhalar tabaco y el mortero y el maso para machacar la coca antes de mascarla.

## Economía
La subsistencia depende de la agricultura itinerante. Establecen huertos o chagras mediante el método de tumba y quema donde cultivan yuca, piña, ñame, chontaduro y plátanos. Con el almidón de la yuca amarga obtienen el casabe (tortilla o pan).
Cazan guiándose con perros, que crían con cuidado y usando escopetas, cerbatanas y trampas. Sus presas son pecarís, dantas, venados y agutís. Recolectan hormigas, larvas y frutos silvestres.
Pescan con arpones, hilo y anzuelo o trampas. Fabrican canoas con troncos ahuecados para navegar por las corrientes de agua, transportarse y pescar. También construyen balsas con techo de hojas de palma para llevar carga o para viajes familiares.
Los hombres practican la cestería y confeccionan gorros de algodón y las mujeres la alfarería, dentro de la que se destaca la fabricación del Poórí o "budare", gran sartén donde se asa el almidón para obtener el casabe de yuca; además confeccionan hamacas de fibra de cumare.

## Lengua
El idioma yucuna hace parte de la Familia Arawak.